# Tênis de mesa nos Jogos Olímpicos
O tênis de mesa foi incluído nos Jogos Olímpicos na edição de Seul 1988, com eventos de simples e duplas no masculino e feminino. Os atletas da China dominam o esporte, conquistando 66 medalhas em 42 eventos realizados até as Olimpíadas de 2024.

## Eventos
Em 1992, duas medalhas de bronze por evento foram distribuídas. A partir de 2008 o torneio de duplas foi substituído pelo torneio de equipes. A prova de duplas mistas foi incluída em Tóquio 2020.
| Evento             | 88 | 92 | 96 | 00 | 04 | 08 | 12 | 16 | 20 | 24 | Anos |
| ------------------ | -- | -- | -- | -- | -- | -- | -- | -- | -- | -- | ---- |
| Simples masculino  | •  | •  | •  | •  | •  | •  | •  | •  | •  | •  | 10   |
| Duplas masculinas  | •  | •  | •  | •  | •  |    |    |    |    |    | 5    |
| Equipes masculinas |    |    |    |    |    | •  | •  | •  | •  | •  | 5    |
| Simples feminino   | •  | •  | •  | •  | •  | •  | •  | •  | •  | •  | 10   |
| Duplas femininas   | •  | •  | •  | •  | •  |    |    |    |    |    | 5    |
| Equipes femininas  |    |    |    |    |    | •  | •  | •  | •  | •  | 5    |
| Duplas mistas      |    |    |    |    |    |    |    |    | •  | •  | 2    |
| Total de eventos   | 4  | 4  | 4  | 4  | 4  | 4  | 4  | 4  | 5  | 5  | —    |

## Quadro geral de medalhas
| Ordem | País                | Medalha de ouro | Medalha de prata | Medalha de bronze |     |
| ----- | ------------------- | --------------- | ---------------- | ----------------- | --- |
| 1     | CHN China           | 37              | 21               | 8                 | 66  |
| 2     | KOR Coreia do Sul   | 3               | 3                | 14                | 20  |
| 3     | JPN Japão           | 1               | 4                | 5                 | 10  |
| 4     | SWE Suécia          | 1               | 3                | 1                 | 5   |
| 5     | GER Alemanha        |                 | 4                | 5                 | 9   |
| 6     | PRK Coreia do Norte |                 | 2                | 3                 | 5   |
| 7     | FRA França          |                 | 1                | 3                 | 4   |
| 8     | SGP Singapura       |                 | 1                | 2                 | 3   |
|       | TPE Taipé Chinês    |                 | 1                | 2                 | 3   |
| 10    | HKG Hong Kong       |                 | 1                | 1                 | 2   |
|       | YUG Iugoslávia      |                 | 1                | 1                 | 2   |
| 12    | DEN Dinamarca       |                 |                  | 1                 | 1   |
| TOTAL | TOTAL               | 42              | 42               | 46                | 130 |